# Féminisation des noms de métiers en français
Pour un article plus général, voir Féminisation en français.
La féminisation des noms de métiers est une politique linguistique visant à faire évoluer les substantifs désignant des métiers vers des formes féminisées de façon à rendre plus visible le rôle des femmes dans la vie publique et professionnelle.
En français, la plupart des noms de métier traditionnellement masculins soit ne disposent pas d'une forme féminine, soit ont des formes féminines anciennes tombées en désuétude. La construction de cette féminisation est par ailleurs encore hésitante pour certains mots en -eur pour lesquels il n'existe pas de consensus quant à leur féminisation.
On distingue, d'une part la féminisation de la terminologie, ou création de termes désignant au féminin des métiers, titres, grades et fonctions, et d'autre part la féminisation des textes, ou techniques d'introduction explicite des marques du féminin lors de la rédaction de textes (notes de service, articles de journal, etc.).

## Présentation
(avril 2024).
En français, tous les substantifs (les noms) ont un genre grammatical, qu'ils désignent un être sexué ou non, et il n'existe pas de forme grammaticale spécifique pour le neutre. Le genre d'un nom est censé être un attribut arbitraire du mot, il impose un accord des adjectifs et des pronoms qui se rapportent à lui. Exemple : une chenille mâle, un colibri femelle. Cependant, les substantifs qui désignent un être animé dans son aspect sexué ont un genre qui correspond toujours au sexe. Par exemple en français, « fille » est féminin et « garçon » masculin, « brebis » est féminin et « bélier » masculin[Information douteuse]. De là, la représentation de l’opposition des genres masculin-féminin comme renvoyant à la répartition des sexes. Dans les langues indo-européennes, dont le français est une branche, les plus anciennes n'avaient que deux genres : l'un pour les substantifs désignant des êtres animés (qui est devenu le masculin), et un genre pour désigner les choses inanimées (devenu neutre). Le neutre n'est donc pas issu de la fusion de deux genres masculin et féminin préexistants dans la langue, il est le genre des choses inanimées, donc asexuées. L'origine du genre féminin donne lieu à deux hypothèses, celle selon laquelle le genre féminin serait issu d'un dédoublement du genre animé pour distinguer les êtres selon leur sexe ; l'autre, émise par le linguiste Jean Haudry, partant d'une hypothèse formulée depuis 1889 par Johannes Schmidt et de la découverte récente de la langue hittite, retrouve que le féminin est un dédoublement du genre neutre à partir de ses formes plurielles désignant un collectif d'objets identiques, et, à partir de là, une qualité générale abstraite qui leur est commune. Ce troisième genre, formé comme l'avait remarquée Antoine Meillet sur la morphologie du neutre-pluriel, a été assigné aux noms des catégories abstraites communes à ces choses (force/faiblesse, clarté/obscurité, grandeur, beauté, fécondité, divinité, prudence, etc.), parmi lesquelles la féminité qui a fait de ce troisième mode un genre des choses spirituelles, analogues au féminin. Ce serait donc pour une raison historique très ancienne que le masculin est en français le genre non marqué sexuellement. Mais cette hypothèse est très discutée, comme l'indique la linguiste Silva Luraghi.
L'anti-sexisme dans la langue dénonce le fait que les genres attribués aux mots désignant des choses asexuées, véhiculent des préjugés qui défavorisent et dévalorisent les femmes[réf. nécessaire]. Dans une émission d'Apostrophes, une féministe[Laquelle ?] fit remarquer qu'on disait le soleil (chaud, rassurant) et la lune (froide, inquiétante). Bernard Pivot lui demanda alors comment elle expliquait qu'en allemand on dise la soleil (die Sonne) et le lune (der Mond). L'association analogique du couple d'opposition homme/femme à d'autres couples d'opposition d'objets ou de notions représentant des valeurs pour former analogiquement des chaines axiologiques (du type homme/femme :: soleil/lune :: dehors/dedans :: clair/obscur :: sec/humide, etc.) est bien une réalité qui a été observée dans les sociétés traditionnelles, mais elle est indépendante du genre grammatical qui est donné aux mots dans une langue.
Dans la langue anglaise, les genres sont plus discrets. Si on considère comme le fait Corbett que les genres s'expriment à travers l'accord, notamment avec les pronoms, l'anglais à trois genres : masculin he, féminin she et neutre it. La plupart des mots d'animaux et d'inanimés sont de genre neutre, sauf exception (« ships, tornadoes, heavy artillery, military companies, and cars »).
Aux yeux des partisans de la féminisation, l'invisibilisation des femmes dans le discours est lourde de conséquences sur le plan social. Toutes les féministes ne sont pas partisanes de la féminisation des noms, la philosophe et écrivaine féministe Monique Wittig essaye plutôt de « détruire le genre (ou au moins de modifier son usage) ». Et Claire Michard, linguiste et féministe matérialiste, écrit dans un article : « la pratique langagière antisexiste n'est pas aisée, mais je suis sûre qu'elle repose plus sur la transformation du discours (choix du vocabulaire, syntaxe, contrôle de la référenciation des génériques) que sur la création de féminins. »
Pour l'Académie française, le masculin tient lieu de genre neutre (« un professeur » peut désigner indifféremment un homme ou une femme), au pluriel ce serait toujours le genre d'un groupe constitué d'individus des deux sexes. Au contraire, pour des linguistes comme la grammairienne Anne Abeillé, « le masculin n’est pas un genre neutre mais un genre par défaut ».
Cependant, cette règle grammaticale a été perçue par des chercheuses féministes comme occultant le rôle des femmes sur la scène publique et pouvant notamment produire des résistances psychologiques à l'acceptation de femmes à certains postes,. La question du genre des mots désignant les êtres humains dans leur statut ou leurs activités professionnelles n’est donc pas simplement une question formelle de grammaire, mais une question de sociolinguistique intimement liée aux images qu'une société se fait des relations entre sexes, et pouvant même influer sur ces relations.
Dans le système conjugal des anciens Celtes avec son régime dotal que l'Église a conservé et qui a été repris pour faire le mariage du Code civil, la femme qui se marie est considérée comme quittant la famille de ses parents en emportant sa part héréditaire dans le patrimoine, pour entrer dans la famille de son mari dont elle prend alors le nom, ainsi que la condition professionnelle, avec un nom féminisé, et cela quel que soit le milieu social. Ainsi, « l'épouse du fermier » s'appelle « la fermière », comme celle du roi s'appelle « la reine », titre qui n'est pas purement honorifique mais correspond à l'exercice conjugal du métier, avec un versant masculin et un versant féminin : le boulanger travaillant par exemple au four et la boulangère dans la boutique. Et si « orfèvresse » est l'ancien féminin conjugal d'orfèvre, le cas d'orfèvresses veuves se faisait insculper un poinçon à leur nom de veuve (parfois même leur nom patronymique) et reprenant l'activité de leur défunt mari est bien documenté.
On remarque que les emplois anciennement masculins qui sont occupés par des femmes reçoivent un nom féminisé qui est souvent repris de l'ancien féminin conjugal désignant l'épouse ou la veuve de l'homme occupant la fonction (par exemple « la préfète » ou « l'ambassadrice » pour l'épouse du préfet ou de l'ambassadeur, « la reine » pour l'épouse du roi, « la générale » pour « l'épouse du général », etc.,,). Mais au XIXe siècle, où les féminins conjugaux étaient courants, la sœur converse qui faisait le pain était la « boulangère » ; au XVIIIe siècle les sœurs qui tiennent un service pharmaceutique sont les « pharmaciennes » et au XVIIe siècle, lorsque Renée du Bec, maréchale de Guébriant, fut chargée de mener au roi de Pologne la princesse Louise-Marie de Gonzague, qu’il avait épousée à Paris par procureur, elle fut nommée « ambassadrice extraordinaire ».
Le Grand Dictionnaire universel du XIXe siècle cite un emploi, qualifié de « familier », de ce féminin conjugal pour désigner une « maîtresse d'étudiant » à partir d'un texte dans lequel Théophile Gauthier rapporte que les grisettes du Quartier latin sont appelées étudiantes, bien qu'elles ne fassent aucune étude :

« s. f. fam. Maîtresse d’étudiant : Toute étudiante pur-sang fume son petit cigare, de manière à faire envie aux femmes de lettres les plus célèbres. (L. Huart.) Le quartier latin est peuplé d’une foule de grisettes d’un genre particulier et qu’on nomme les étudiantes, bien qu’aucun observateur n’ait pu encore déterminer le genre de science qu’elles cultivent. (Th. Gaut.) »

Certains pays dans la zone de la francophonie comme la Suisse n'utilisent pas le terme de « féminisation » mais d'utilisation d'un langage épicène (neutre du point de vue du genre). Il est en effet considéré que le but n'est pas tant la « féminisation » que la neutralité, et que l'utilisation systématique du masculin générique constitue un frein à l'objectif d'égalité des chances qui est un droit inscrit dans la loi :

« Les collectivités publiques se doivent de réaliser le mandat constitutionnel de pourvoir à l’égalité de droit et de fait entre les femmes et les hommes. Le langage, écrit ou parlé, fait partie des outils permettant l’accession à cette égalité. C’est pourquoi les textes législatifs ou émanant des administrations cantonales ou de toute la Romandie devraient être désormais rédigés de manière à respecter le principe d’égalité. »

En 2002, l'Académie française considérait que la féminisation pouvait introduire un déséquilibre dans les structures mêmes de la langue et rendre malaisée la formulation des phrases les plus simples. La récente féminisation de certains noms existant déjà dans la langue française au genre féminin, par exemple « chercheure » pour « chercheuse » ou « instituteure » pour « institutrice », montre également que la modification de la grammaire française pour des motifs idéologiques avec l'introduction de ce qui sont des néologismes pour les uns, des barbarismes pour les autres, touche à des problématiques fondamentales et dépassant l'argutie linguistique. La controverse divise parfois les Français et les Québécois.
À propos des titres professionnels désignant des fonctions de femmes, l'historienne Éliane Viennot préconise d'utiliser les formes où le genre féminin est audible. Elle prône par exemple l'emploi du terme « professeuse » plutôt que « professeure », estimant que le -e final ne s'entend pas à l'oral. L'artiste Typhaine D quant à elle emploie le mot autrice, en rendant « femmage » (équivalent féminisé du terme « hommage » quand il est destiné à une femme) à la chercheuse Aurore Évain dans sa pièce de théâtre Contes à rebours.
À l'inverse, d'autres dénoncent le sexisme inhérent à la langue qui « donne une valeur différente aux deux parties constitutives de l'humanité et légitime la hiérarchie entre les sexes ». C'est ainsi que des féminisations comme « Doctoresse », en vigueur par le passé, ont été rejetées dans les années 1980 pour affirmer linguistiquement l'égalité professionnelle entre les sexes. Mais les femmes ne sont pas pour autant invisibilisées ; toute la force de la féminisation résidant dans l'article féminin : la maire, la professeure, une mannequin, etc.

## Historique
Dans la langue française, il n'existe que deux genres : masculin et féminin. Ainsi, on utilise le masculin, sauf si tous les objets sont de genre féminin. D'autre part, contrairement à d'autres langues comme l'anglais, tous les substantifs ont un genre, qu'il s'agisse d'êtres sexués ou de choses asexuées. Comme pour le pluriel, la morphologie d'un mot féminin est en général celle du mot masculin augmenté à la fin d'une ou plusieurs lettres, en particulier un -e, avec redoublement de la consonne antérieure, créant ainsi une syllabe supplémentaire qui s'entend.
Au Moyen Âge, l'usage est d'employer systématiquement des formes masculines et féminines. Ainsi on trouvera dans le Mesnagier de Paris (qui est un ouvrage d'économie domestique qu'on ne peut taxer d'un parti pris en faveur de l'émancipation des femmes) en 1393 les termes suivants : « Premièrement d'orgueil j'ai esté orgueilleux ou orgueilleuse et ay eu vaine gloire de ma beauté, de ma force de ma louenge, de mon excellent aournement, et de l'abilité de mes membres et en ay donné matière et exemple de péchier à moult de hommes et de femmes qui me regardoient si orgueilleusement » (p. 32), « Certes, belle seur, je ne voy mie que, se la benoite vierge Marie sa mère ne nous sequeurt comme advocate » (p. 23).
Au XIIIe siècle, dans des registres de paie des cathédrales, on trouve des femmes employées avec des fonctions féminisées comme mortellière pour celle qui gâchait du mortier.
Le Registre de la taille parisienne pour l'année 1292, étudié par Hercule Géraud en 1837, comporte de nombreux noms féminins de profession. On y relève :

« Afeteresse de touèles, aiguillère, archière, blaetière, blastière, bouchère, boursière, boutonnière, brouderesse, cervoisière, chambrière, chandelière, chanevacière, chapelière, coffrière, cordière, cordoanière, courtepointière, couturière, crespinière, cuisinière, escuelière, escuière, estuveresse, estuvière, feronne, foacière, fournière, fromagière, fusicienne, garnisseresse d’espée, gastelière, heaulmière, lainière, lavandière, linière, miresse, marchande, mercière, oublaière, ouvrière, pevrière, portière, potière, poulaillère, regratière, serreurière, tainturière, tapecière, tavernière, etc. »

Au XVIIIe siècle on trouve des féminisations qui ont disparu par la suite, comme apprentise pour les filles en apprentissage.
Sur le plan du genre des noms de fonction, en 1607, Charles Maupas (de) publie sa Grammaire Françoise contenant règles très certaines dans laquelle il énonce : Tout nom concernant office d’homme eſt de genre maſculin, et tout nom concernent la femme eſt feminin, de quelque terminaiſon qu’ils ſoient (« Tout nom concernant office d’homme est de genre masculin, et tout nom concernent la femme est féminin, de quelque terminaison qu’ils soient »), (p. 84). Antoine Oudin reprend plus tard la règle, qui est largement appliquée, mais avec des exception puisqu'une sentinelle, une estafette, une vigie, désignent des soldats qui ont longtemps été exclusivement des hommes.
Avec la féminisation dans l'administration publique d'emplois qui étaient toujours tenus par des hommes, on a distingué le nom de la fonction qui est une chose permanente et impersonnelle, indépendante du sexe, de la personne sexuée qui l'occupe à un moment donné, afin de conserver aux actes la même forme de signature : « Le préfet du Calvados » ou « Marie Dupont, préfet du Calvados », « Le président du Tribunal », « Le ministre de l'Agriculture », comme il y a « La Ville de Marseille », « L'Administration des Eaux et Forêts ». Le sexe n'est alors marqué que dans la formule de civilité, ce qui donne des locutions comme « Madame le secrétaire général », « Madame le ministre », « Madame le gouverneur », etc.).
L'Académie française désigne le masculin comme genre « non marqué » ou « neutre ».
En 1899, la féministe Hubertine Auclert déclarait : « L'omission du féminin dans le dictionnaire contribue plus qu'on ne le croit à l'omission du féminin dans le droit. L'émancipation par le langage ne doit pas être dédaignée ».
C’est cette dernière situation qui est dénoncée à partir des années 1960 par les mouvements féministes en Amérique d’abord, puis en Europe, à un moment où la morphologie sociale s’est largement remodelée, les femmes étant désormais plus nombreuses à occuper des postes à responsabilités. Ces mouvements pensent que les étiquettes masculines occultent ces réalités nouvelles et qu'elles font par conséquent peser une hypothèque sur la promotion des femmes en confortant l’idée que la qualification et le prestige sont liés à la masculinité. Dans le cadre de leurs politiques sociales, les États démocratiques ont dès lors souhaité imposer à leurs administrations l’usage d’une terminologie équitable et ont prôné des techniques non sexistes de rédaction des textes. Ce mouvement, qui affecte toutes les langues, s’observe aussi dans les grands organismes internationaux comme l’ONU, l’UNESCO et le Conseil de l'Europe[réf. nécessaire].
En francophonie, c’est le Québec qui, stimulé par la proximité des États-Unis, fut le premier à intervenir : dès 1979, la Gazette officielle du Québec adressait aux administrations des recommandations visant à féminiser les noms de métiers. En France, la première initiative allant dans le même sens remonte à 1984 avec la création d'une « Commission de terminologie relative au vocabulaire concernant les activités des femmes » suivie de la publication d'une circulaire du Premier ministre Laurent Fabius en 1986. Mais un changement de majorité politique condamna cette initiative. Le mouvement reprit sous le gouvernement Jospin, ce qui donna lieu à une nouvelle circulaire en 1998. En Suisse, la Confédération n’a pas formellement légiféré — à la différence du canton de Genève où une loi de 1988 féminise les noms de profession — mais elle a donné des instructions pour l’adoption de dénominations non discriminantes. En Belgique francophone, un décret de 1993 étudié par le Conseil supérieur de la langue française impose la féminisation aux administrations de la Communauté et aux institutions qu'elle subventionne[réf. nécessaire].
La féminisation s’est implantée rapidement dans le grand public québécois et canadien touchant à la fois la terminologie (notamment grâce à l'utilisation très large du féminin en « –eure » autrefois très rare — il concernait principalement des fonctions religieuses : prieure, supérieure, etc.), mais aussi la rédaction des textes. En Suisse, et dans une moindre mesure en Belgique, la féminisation terminologique s’est largement répandue quoique moins spectaculairement. C’est sans doute en France qu’elle s’impose avec le moins de vigueur : les controverses y ont été plus vives et les résistances plus fortes. Mais ces dernières se sont manifestées ailleurs encore, notamment en Belgique et en Suisse où certains ont parfois exprimée l’idée que le droit d’initiative en matière de langue était un monopole français[réf. nécessaire].
Ces différences dans les pratiques « féminisantes » ne sont pas que nationales : on peut aussi les corréler avec la sensibilité politique des parties prenantes autant qu’avec des phénomènes proprement linguistiques ; et certaines réticences ont pu être le fait de féministes militantes, désireuses d’affirmer l’identité de leur travail avec celui des hommes. En dépit de ces différences de rythme, le mouvement de féminisation est, dans toute la francophonie, profond et rapide[réf. nécessaire] eu égard à la lenteur habituelle des innovations linguistiques[réf. nécessaire].

### Belgique
Le décret pris en 1993 par la Communauté française de Belgique fut étudié par le Conseil supérieur de la langue française, alors sous la présidence du professeur Jean-Marie Klinkenberg. La Communauté française de Belgique a publié à l'intention du grand public un « Guide de féminisation », qui connut en 2014 une troisième édition remise à jour.

### France
Le gouvernement français intervient pour la première fois afin de modifier le processus d'évolution de la langue française avec la volonté de renforcer le rôle des femmes dans la vie publique et de permettre aux femmes d'accéder plus facilement à des fonctions jusqu'alors réservées de fait aux hommes. Il crée en 1984 une « Commission de féminisation des noms de métier et de fonction » présidée par Benoîte Groult.
La Circulaire du 11 mars 1986 relative à la féminisation des noms de métiers, grades et titres publiée par Laurent Fabius, Premier ministre, constatant l'accès de femmes à de nombreux métiers, demande aux différentes administrations publiques « de traduire cette évolution dans le vocabulaire », en particulier dans leur correspondance et dans les différents documents qu'elles produisent. À cet effet, il est recommandé d'utiliser le rapport de la Commission de féminisation des noms de métier et de fonction créée en 1984 par Yvette Roudy, ministre des Droits de la femme, et présidée par Benoîte Groult, intitulé Règles de féminisation des noms de métiers, grades ou titres, donné en annexe de la circulaire. Il y est remarqué deux fois que le suffixe féminin « -esse » n'est plus utilisé en français moderne car désuet (en donnant comme exemple de désuétude poétesse, ce qui est contestable car cela ignore des formes courantes comme maîtresse d'école, de conférence ou de recherche mais fait allusion au fait que la terminaison en « -esse » était censée désigner l'épouse d'un personnage exerçant une fonction : par exemple, la notairesse comme femme du notaire) et il est recommandé pour les noms masculins terminés en « -teur » de les féminiser en « -teuse » si le « t appartient au verbe de base », et en « -trice » si le « t n'apparient pas au verbe de base », mais lorsque la forme « -trice » n'est pas aujourd'hui acceptée, il est conseillé d'employer un féminin identique au masculin, par exemple une auteur.
L'Académie française proteste contre cette initiative gouvernementale, qui usurpe selon elle sa compétence et qu'elle juge arbitraire. D'autre part, la doctrine de l'Académie a toujours été de recueillir l'usage établi, mais pas de le faire changer.
Une autre Circulaire du 6 mars 1998 relative à la féminisation des noms de métier, fonction, grade ou titre, publiée par Lionel Jospin, Premier ministre, constate que la précédente circulaire, bien que n'ayant pas été appliquée par les administrations, n'a pas été abrogée, et décide « de poursuivre le mouvement » « afin que la féminisation des appellations professionnelles entre irrévocablement dans les mœurs », et « pour accélérer l'évolution en cours » charge la Commission de terminologie et de néologie déjà existante d'étudier la question et à l'Institut national de la langue française d'établir pour les usagers un guide qui a été publié l'année suivante à la La Documentation française. En attendant sa sortie, il recommande à toutes les administrations de recourir aux appellations féminines, dès lors qu'il existe déjà des formes féminines d'usage courant, par exemple directrice ou conseillère. Cette préconisation a eu pour effet d'introduire puis de systématiser le redoublement des appellations au masculin puis au féminin, notamment dans les annonces d'offres d'emploi et elle aboutira à l'écriture inclusive.
Lionel Jospin préface le Guide d’aide à la féminisation des noms de métiers, titres, grades et fonctions, publié sous la responsabilité du professeur Bernard Cerquiglini, linguiste alors vice-président du Conseil supérieur de la langue française. Ce guide contient une liste de métiers, titres, grades et fonctions qui indique quel nom utiliser lorsque la personne concernée est une femme.
Le ministère de l'Éducation nationale française a publié le 9 mars 2002 une circulaire particulière relative à la féminisation des noms de métiers, fonctions, grades ou titres, de même que celui du Québec et de l'Ontario francophone.
En 2002, l'Académie française publie un arrêt rédigé par Georges Dumézil et Claude Lévi-Strauss, qui précise que « l’application ou la libre interprétation de “règles” de féminisation édictées, de façon souvent arbitraire, par certains organismes français ou francophones, a favorisé l’apparition de nombreux barbarismes ». En particulier, Maurice Druon, secrétaire perpétuel de l'Académie française de 1985 à 1999, condamne la féminisation par la publication de plusieurs articles,. L'Académie souligne également que « le choix systématique et irréfléchi de formes féminisées établit […] à l’intérieur même de la langue, une ségrégation qui va à l’encontre du but recherché »,,.
En 2005, une étude sur la féminisation des noms de métiers et des titres dans la presse française (1988-2001) fait apparaître un retard de féminisation pour les noms de métiers académiques tels que « professeur » ou « auteur », contrairement aux métiers appartenant au monde politique ou de l’entreprise tels que « présidente » et « députée » où le nombre d’occurrences est supérieur à 90 %. L’auteur, Itsuko Fujimura, attribue ce décalage au « conservatisme linguistique propre au monde académique, qui joue d’ailleurs un rôle dans la conservation du système de genre lui-même en français » et en premier lieu aux objections de l’Académie française. En 2012, le ministère de la Culture se félicite de l'accélération du processus de féminisation, non seulement dans les administrations, mais aussi dans la langue courante, notamment dans les médias.
Le 10 octobre 2014, dans un texte intitulé « La féminisation des noms de métiers, fonctions, grades ou titres – Mise au point de l'Académie française », l'Académie rappelle les règles qui s'imposent dans la langue française, à la suite d'un incident de séance à l'Assemblée nationale où un député, Julien Aubert, a persisté à nommer la présidente de séance « madame le président » au lieu de « madame la présidente »,. L'Académie indique accepter dans son principe la forme féminine des noms de métiers et fonctions qui seraient entrée dans l'usage (se rapprochant en cela de la position que Vaugelas avait prise au XVIIe siècle) ou qui serait expressément demandée par les personnes concernées :
« (…) L’Académie française n’entend nullement rompre avec la tradition de féminisation des noms de métiers et fonctions, qui découle de l’usage même : c’est ainsi qu’elle a fait accueil dans la 8e édition de son Dictionnaire (1935) à artisane et à postière, à aviatrice et à pharmacienne, à avocate, bûcheronne, factrice, compositrice, éditrice et exploratrice. Dans la 9e édition, en cours de publication, figurent par dizaines des formes féminines correspondant à des noms de métiers. Ces mots sont entrés naturellement dans l’usage, sans qu’ils aient été prescrits par décret : l’Académie les a enregistrés pourvu qu’ils soient de formation correcte et que leur emploi se soit imposé. »
— Extrait de la déclaration de l'Académie française du 10 octobre 2014.
« (…) conformément à sa mission, défendant l’esprit de la langue et les règles qui président à l’enrichissement du vocabulaire, elle rejette un esprit de système qui tend à imposer, parfois contre le vœu des intéressées, des formes telles que professeure, recteure, sapeuse-pompière, auteure, ingénieure, procureure, etc., pour ne rien dire de chercheure, qui sont contraires aux règles ordinaires de dérivation et constituent de véritables barbarismes. Le français ne dispose pas d’un suffixe unique permettant de féminiser automatiquement les substantifs. S’agissant des métiers, très peu de noms s’avèrent en réalité, du point de vue morphologique, rebelles à la féminisation quand elle paraît utile. Comme bien d’autres langues, le français peut par ailleurs, quand le sexe de la personne n’est pas plus à prendre en considération que ses autres particularités individuelles, faire appel au masculin à valeur générique, ou « non marquée ». »
— Extrait de la déclaration de l'Académie française du 10 octobre 2014.
« Cependant, la Commission générale de terminologie et de néologie considère — et l’Académie française a fait siennes ces conclusions — que cette indifférence juridique et politique au sexe des individus « peut s’incliner, toutefois, devant le désir légitime des individus de mettre en accord, pour les communications qui leur sont personnellement destinées, leur appellation avec leur identité propre. » Elle estime que, « s’agissant des appellations utilisées dans la vie courante (entretiens, correspondances, relations personnelles) concernant les fonctions et les grades, rien ne s’oppose, à la demande expresse des individus, à ce qu’elles soient mises en accord avec le sexe de ceux qui les portent et soient féminisées ou maintenues au masculin générique selon le cas ». La Commission générale conclut justement que « cette souplesse de l’appellation est sans incidence sur le statut du sujet juridique et devrait permettre de concilier l’aspiration à la reconnaissance de la différence avec l’impersonnalité exigée par l’égalité juridique ». »
— Extrait de la déclaration de l'Académie française du 10 octobre 2014.
Donc, selon l'Académie française, dans la vie quotidienne (correspondances, entretiens), la féminisation des grades ou des fonctions peut avoir lieu à la demande expresse des personnes concernées.
La circulaire du Premier ministre Édouard Philippe prise le 21 novembre 2017, relative aux règles de féminisation et de rédaction des textes publiés au Journal officiel de la République française appelle à féminiser les titres, les métiers et les fonctions dans les textes publiés au Journal officiel : « s'agissant des actes de nomination, l'intitulé des fonctions tenues par une femme doit être systématiquement féminisé sauf lorsque cet intitulé est épicène »,.
La troisième édition du Guide de légistique (« mise à jour 2017 ») rappelle qu'il y a trois sources de référence concernant la féminisation des noms de métiers, grades ou titres à observer pour la rédaction du Journal officiel de la République française :
- Les orientations fixées par le Premier ministre en matière de féminisation des noms de métier, fonction, grade ou titre dans la circulaire du 6 mars 1998, qui « doivent être scrupuleusement respectées » ;
- Le rejet des « pratiques rédactionnelles et typographiques visant à substituer à l’emploi du masculin, lorsqu’il est utilisé dans un sens générique, une graphie faisant ressortir l’existence d’une forme féminine », précisé par une circulaire du Premier ministre du 21 novembre 2017 ;
- La circulaire du Premier ministre du 21 février 2012 insistant sur l’emploi de la civilité « Madame » en lieu et place de la civilité « Mademoiselle », de « nom de famille » en remplacement des termes « nom de jeune fille » et « nom patronymique », de « nom d’usage » au lieu des mentions « nom d’époux » ou « nom d’épouse ».

Le 28 février 2019, l'Académie française approuve un rapport énonçant qu'il n'existe aucun obstacle de principe à la féminisation des noms de métiers et de professions,.

### Québec
Le Québec a entrepris la féminisation de tous les titres de métier, de profession et de fonction à la suite d'un avis de recommandation officielle de l’Office québécois de la langue française (OQLF) publié en 1979. La féminisation s'est d'abord manifestée dans les textes administratifs et dans les conventions collectives, pour ensuite passer dans l'usage dans les journaux, puis pour finalement être adoptée par la société québécoise.

### Suisse

#### Sources
- Thérèse Moreau, Écrire les genres, guide romand d’aide à la rédaction administrative et législative épicène, Genève, État de Genève, 2001 (lire en ligne) ;
- « Règlement pour l'égalité et la prévention des discriminations en raison du sexe, de l'orientation sexuelle et de l'identité de genre », sur canton de Genève ;
- Daniel Elmiger, « Féminisation de la langue française : une brève histoire des positions politiques et du positionnement linguistique », dans A. Duchêne & C. Moïse, Langage, genre et sexualité, Québec, Nota bene, coll. « Langue et pratiques discursives », 2011 (lire en ligne).